# Dream Team (manga)
Whistle! (ホイッスル！?, Hoissuru!) è un manga spokon dedicato al calcio, successivamente divenuto anche anime. In Italia è arrivato solo quest'ultimo, che è stato trasmesso col titolo Dream Team.
Per festeggiare i 20 anni della pubblicazione del manga, in Giappone è andata in onda una nuova versione dell'anime ridoppiata, il seguito del manga dal titolo Whistle W ed infine una rappresentazione teatrale del manga dal titolo Whistle Break Trough.

## Trama
Shō Kazamatsuri è un ragazzo delle scuole medie col sogno di diventare un calciatore professionista.
Per inseguire il suo sogno, si iscrive alla scuola che ha il club di calcio più prestigioso di Tokyo, la "Musashi-no-Mori", ma lì non riesce a trovare mai spazio e la possibilità di giocare perché considerato troppo mingherlino e basso e non abbastanza talentuoso.
Al secondo anno, si iscrive quindi alla scuola "Sakura Josui" (桜上水, Sakura Jōsui, trad. "Fiori di ciliegio") e si candida per entrare nel club di calcio, ma a causa di un malinteso riguardo al suo ruolo nella squadra di calcio della Musashi-no-mori, Shō decide di lasciare la squadra per allenarsi da solo e più duramente, così da farsi accettare, smettendo persino di frequentare la scuola per un periodo. 
Mizuno Tatsuya, numero 10 della Sakura Josui, trova Sho che si allena ogni giorno sull'argine del fiume e rimane colpito dalla sua determinazione e dai suoi miglioramenti.
Stanco del poco impegno profuso da parte dei titolari, Mizuno decide di sfidare l'attuale capitano della squadra di calcio della Josui, Honma, mettendo in palio il ruolo di capitano della squadra; a questo scopo, allestisce una squadra con alcune delle riserve della squadra, tra cui Takai Masato, Hanazawa Hideomi e Koga Yoshihiko, oltre che Kazamatsuri, riuscendo infine a battere i titolari e a diventare il capitano della squadra. Da questo momento, anche a causa dell’abbandono di molti senpai, Shō diventa il centravanti titolare della squadra di calcio della Sakura Josui, indossando la maglia numero 9.
La squadra prende maggior consistenza quando Shigeki “Shige” Sato, ex attaccante che aveva lasciato la squadra l'anno prima, si riunisce alla squadra nel ruolo di portiere.
La prima partita ufficiale che la nuova Sakura Josui disputa è contro proprio la Musashi-no-mori, ex squadra di Shō Kazamatsuri, ed è valida per il primo turno del Torneo Interscolastico Regionale.
Shō scopre che l’allenatore della squadra avversaria, l’allenatore Kirihara, è nientemeno che il padre di Mizuno, il quale da anni cerca invano di convincere il figlio ad unirsi alla sua squadra e con questa partita vuole dimostrargli quanto il suo talento sia sprecato nella Sakura Josui e sarebbe invece ben riposto nella Musashi-no-mori.
Seppur tesi, tutti i giocatori della Sakura Josui si fanno trascinare dall’entusiasmo di Shō, ma il divario tecnico e tattico tra le due squadre è notevole, anche perché la Musashi-no-mori può vantare tra le sue file giocatori di grande talento come il portiere e capitano Katsorou Shibosawa, il trequartista Akira Mikami, l’ala Ryohei Tatsumi e il centravanti Seiji Fujishiro.
Dopo un primo gol di Fujishiro, questi ne fa seguire subito un altro. Ciononostante, la Sakura Josui fa strenua resistenza e il primo tempo si chiude “solo” 2-0. Durante l’intervallo, giunge nello spogliatoio dei ragazzi della Josui un uomo che si offre di dare consigli e indicazioni per il secondo tempo: quell’uomo è Soujuu Matsushita, ex centrocampista con un passato nella J-League, nello Shinkawa Tenko, e nella nazionale. Kazamatsuri, con grande volontà, accorcia le distanze e poco dopo, galvanizzato, segna addirittura il 2-2, scontrandosi con Shibusawa. Il gol viene però annullato per carica al portiere e Shō si infortuna. Ignorando quindi le direttive dell’allenatore di fare melina per mettere in cassaforte la vittoria, Fujishiro, colpito dall’impegno e dalla voglia di vincere di Shō, parte in solitaria, ma il suo tiro viene parato da Shige. In contropiede, la palla arriva a Kazamatsuri che viene però steso in area quando manca un solo minuto al termine della gara: il rigore calciato da Mizuno però si stampa sull’incrocio dei pali e Shibusawa salva sul tap-in di Shō. Il pallone arriva a Shige che nel frattempo aveva abbandonato la porta e che calcia di prima intenzione. Shō si getta sulla traiettoria del pallone e devia in rete, mandando fuori tempo il portiere avversario. Nell’ultima azione della partita, Fujishiro, partendo dal calcio d’avvio, dribla tutta la difesa della sakura Josui e segna il gol del definitivo 3-2, decretando la vittoria della Musashi-no-mori. La Sakura Josui, nonostante abbia guadagnato il rispetto di Shibusawa e Fujishiro per la bella partita giocata, viene eliminata dal torneo. Torneo che verrà poi stravinto proprio dalla Musashi-no-mori.
Poche settimane dopo, per un malinteso Shō fa la conoscenza di Daichi Fuwa, ragazzo misterioso senza alcuna esperienza calcistica ma dotato di grandi doti intuitive e talento e poco dopo lo convince a diventare il nuovo portiere della squadra. Ciò permetterà quindi alla squadra di poter avanzare Shige nel ruolo di punta.
La professoressa Katori accetta di disputare un’amichevole contro la squadra del Kokubunichu, ma non avendo abbastanza giocatori da mettere in campo a giocare è Yuki Kojima, ragazza e manager della squadra, dotata di grande talento nel calcio. La ragazza gioca bene e sforna un bel assist per Kazamatsuri, ma nel momento in cui gli avversarsi si accorgono del fatto che si tratta di una ragazza non riescono più a giocare contro di lei. All’intervallo, Mizuno chiede quindi che questa sia sostituita e nella ripresa gli avversari pareggiano. Dopo la partita, Kazamatsuri e Mizuno consolano l’amica e le propongono di creare una squadra di calcio femminile (poi futsal).
Su consiglio di Amamiya, allenatore del Kokubunichu e ex-compagno di squadra di Mataushita, questi accetta l’offerta della professoressa Katori di diventare il nuovo allenatore della Sakura Josui.
Dopo un breve ritiro, la squadra affronta nuovamente il Kokubunichu,arrivando alla fine del primo tempo in vantaggio per 2-0, grazie ad una doppietta di Shō, ma nella ripresa per gli avversari entra Ryoichi Tenjou, centravanti cinico e individualista dotato di un mancino esplosivo (nonostante sia destro e stia rifiutando di calciare con il suo piede forte per dimostrare di essere il migliore), che riesce da solo a recuperare il doppio svantaggio in pochi minuti. La Sakura Josui vincerà 3-2 con un gran gol di tacco di Shige. Kazamatsuri trova in Tenjou un giocatore incredibile con cui potersi confrontare e da prendere a modello, e tra i due attaccanti nascerà un rapporto di stima reciproca.
La squadra continua a migliorare a vista d’occhio sotto la guida di Matsushita. Nel primo turno del torneo regionale, la Sakura Josui affronta la Wakasaichu, capitanata da Aramitake, e, trascinata dai gol di Shō, Mizuno e Shige, vince ben 6-0, superando il turno.
La seconda partita del torneo vede la Sakura Josui fronteggiare la Aywako, squadra che gioca a catenaccio per poi passare ad un modulo super offensivo in un momento specifico della partita. A causa di un autogol, gli avversari vanno in vantaggio sulla loro unica azione, sul finire del primo tempo. Nella ripresa, i giocatori della Josui cercano in tutti i modi di forzare il catenaccio degli avversari e a pochi minuti al termine della partita, Shō e Shige riescono a ribaltare il risultato.
La settimana seguente, la Sakura Josui disputò la seconda partita del girone di qualificazione contro la Kaga. La squadra vince per 3-1 con una tripletta di Mizuno, che gioca però una partita molto egoista a causa di alcuni problemi personali con il padre, che nei giorni precedenti aveva cercato per l’ennesima volta di convincere il figlio ad unirsi alla Musashi-no-mori.
Mizuno è chiamato però a tornare il solito capitano sin dalla partita del giorno seguente, contro la Rakuyo, capitanata dal mediano Kazimura. La strategia dell’allenatore Matsushita per la partita consiste nello scambiare i ruoli di Kazamatsuri e Mizuno, anche per stemperare la tensione tra i due, e questo confonde non poco le tattiche avversarie che però, una volta trovate le adeguate contromisure, va in vantaggio poco prima dell’intervallo, essendo loro più abituati a giocare su campi infangati dalla pioggia. Kazamatsuri entra nella ripresa indossando altri scarpini, quelli che il padre gli aveva regalato quando Shō era entrato nella Musashi-no-mori, e trova il gol del pareggio. La partita diventa una battaglia nel fango a causa della pioggia caduta sin dal primo tempo. Dopo un calcio d’angolo, Shō, in contropiede, si fa tutto il campo palleggiando, ma il suo tiro colpisce la traversa e poi si ferma sulla riga. Sul ribaltamento di fronte, è Shige a salvare sulla linea in rovesciata, permettendo alla Sakura Josui di andare ai supplementari. La Sakura Josui non riesce però a segnare e la partita si decide ai rigori, dove nonostante gli errori dal dischetto di Mizuno e Kazamatsuri a vincere è proprio la loro squadra, grazie a tre parate di Fuwa.
La partita successiva sarà contro la Hibachu, che ha eliminato la Kokubunichu di Tenjou.
Prima della partita contro l’Hiba, Shō, Mizuno, Yuki e l’allenatore incontrano Tenjou e fanno la conoscenza di Tsubasa Shiina che, nonostante la bassa statura, è un difensore centrale molto sicuro di sé, nonché capitano della squadra, e il resto della difesa della sua squadra. Il terzino destro dell’Hiba Naoki Inowe è un vecchio amico-rivale di Shige ma ora nutre per lui un profondo rancore poiché pensa che Shige lo abbia abbandonato quando questi era scappato di casa, andando via da Kyoto. La partita contro l’Hibachu, allenata da Akira Saionji, inizia, ma la difesa a 5 ben diretta da Tsubasa è una dura sfida per l’attacco della Sakura Josui. Dopo un primo tempo chiuso a reti bianche, l’Hiba va in vantaggio, grazie ad un pressing aggressivo, dopo un minuto dalla ripresa. Shige riesce poi a pareggiare, ma il suo gol viene annullato perché il numero 11 della Sakura Josui ha usato il braccio per aggiustarsi il pallone. Poco dopo, ancora lui si procura un rigore, quando un difensore cede alle sue provocazioni verbali e lo atterra in area. Shō, insoddisfatto di una vittoria che non è al 100% pulita, sbaglia di proposito il tiro dagli 11 metri. La Sakura Josui riesce comunque a pareggiare quando mancano appena due minuti: Shō riesce a tirare in porta dalla linea di fondo campo, ricordando agli allenatori di entrambe le squadre la prodezza di un ex calciatore semi-professionista, Kensuke Shiomi, che si rivelerà poi essere proprio il padre biologico di Shō, che fu adottato ancora piccolo dai Kazamatsuri, suoi zii, dopo la morte dei suoi genitori in un incidente d’auto. Nell’ultima azione della partita, uno dei due gemelli della Hibachu, nel tentativo di spazzare, colpisce Santa Yamaguchi, subentrato in corso di gara all’infortunato Takai, e il pallone si insacca in rete, decretando la vittoria della Sakura Josui.
I signori Kazamatsuri, scoperto che Shō sa già la verità riguardo alla sua adozione, vanno a trovare i figli e il padre gli regala gli scarpini di Shiomi, per congratularsi con lui di essere stato selezionato per la rappresentativa di Tokyo. Inoltre, grazie all'allenatore Kirihara, Shō può ammirare dei video-reperto di partite del padre.
Ad aspettare la Sakura Josui c’è ora la Musashi-no-mori. Si tratta di una sfida che è stata attesa da tutti, non solo da Shō e dai suoi compagni, bramosi di avere la rivincita contro la squadra allenata da Kirihara, ma pure da Shibusawa e Fujishiro, determinati a giocare una partita contro un avversario forte come la Sakura Josui, che negli ultimi mesi è migliorata tantissimo. Dopo una partita intensa e tesa, bloccata sullo 0-0 fino a pochi minuti dal termine, il protagonista è ancora una volta Shō, che si dimostra capace di essere determinante nel momento più importante della gara, oltre che di essere un vero leader. Il centravanti della Sakura Josui segna così il gol che porta la sua squadra ad una storica vittoria contro la sua ex squadra.
Qualche settimana dopo la vittoria contro la Musashi-no-mori, Shō, Fuwa e Mizuno vengono selezionati dall’allenatrice Saionji per prendere parte ad un ritiro della rappresentativa di Tokyo, insieme ai migliori giocatori delle squadre delle scuole medie della regione di Tokyo: i tre della Sakura Josui ritrovano vecchi amici-rivali come Shibusawa e Fujishiro, colonne della Musashi-no-mori, Tenjou, l’austero centravanti del Kokubonichu, e Shiina, il piccolo gigante della difesa dell’Hiba e conoscono nuovi talentuosi compagni, come Narumi Takashi, Eishi Kaku, Yuto Wakana, Kazuma Sanada e Taki Sugihara.
Essendo più piccolo e avendo capacità notevolmente inferiori rispetto agli altri giocatori della selezione di Tokyo, Shō si ritrova ancora una volta come riserva; tuttavia, con la forza di volontà e la perseveranza che lo hanno sempre contraddistinto, Shō convince gli altri giocatori della selezione a rendersi conto del suo potenziale come attaccante, nonché come collante della squadra.
Durante l’ultimo giorno di ritiro, viene disputata una partita tra le squadra titolare e quella delle riserve, il test finale per decidere chi sarà nella rosa finale della rappresentativa. Man mano che la partita va avanti, anche le selezioni proseguono fino alla scelta di tutti e venti i giocatori, con Shō che, nonostante il gol segnato, viene scelto solo come sostituto nel caso uno dei venti dovesse ritirarsi o infortunarsi.
Una volta terminato il ritiro, tutti i giocatori selezionati tornano alle proprie squadre per proseguire il loro percorso nel torneo. La Sakura Josui vince, seppur faticando, le prime due partite dopo il ritorno dei suoi leader, ma che qualcosa non vada bene è palese.
Il prossimo avversario è quindi la Meiseichu di Narumi, che si dimostra come era prevedibile un avversario davvero tosto. La partita è combattuta, soprattutto sul piano fisico, e alla fine a spuntarla è proprio il Meiseichu che con un calcio di rigore di Narumi passa in vantaggio all’ultimo secondo.
Abbattuto per la sconfitta e sentendosi in colpa per il fatto di aver trascurato la squadra per pensare alla selezione, Shō medita di lasciare la rappresentativa, ma grazie alle parole del mister Matsushita e dei suoi compagni Takay e Morinaga si convince che per inseguire il suo sogno la selezione di Tokyo è un tassello fondamentale per la sua crescita come calciatore.
Shō, Mizuno e gli altri precedentemente selezionati vengono nuovamente convocati per allenarsi in vista dei compagni nazionali che inizieranno tra pochi mesi e per disputare alcune amichevoli contro squadre juniores, a cui Shō non prende però parte. 
Le prime tre partite disputate si concludono tutte con altrettante vittorie della selezione, ma alla quarta partita, contro la Rakuyo, la selezione va sotto alla fine del primo tempo, a causa del poco affiatamento, e quindi l’allenatrice decide di far esordire Kazamatsuri. Proprio su uno spunto di Shō, il cui ingresso in campo riesce a stemperare la tensione e a portare coesione, la squadra riesce a pareggiare. Al termine della gara, i giocatori scoprono che questa è stata un test per insegnare loro l’importanza della comunicazione e dell’intesa.
Dopo la partenza di Tenjou per la Germania, Shō prende il suo posto nella rosa della rappresentativa come attaccante, con la maglia numero 19, e fa il suo esordio ufficiale a Seoul nella partita contro la selezione della Corea del Sud, giocando con tutti i suoi compagni della Sakura Josui. A causa dell'infortunio di Shibusawa, a Seoul giocherà in porta Kentaro Kozutsu, attuale numero 12, e Fuwa, precedentemente scartato, viene convocato per la selezione come secondo portere. 
Quella con la nazionale di Seoul è una partita significativa anche e soprattutto per Eishi Kaku, dato che questi ha origini coreane e che il capitano e numero 10 degli avversari, Yi Yun-gyeong, è nientemeno che suo cugino. La squadra coreana si rivela un avversario davvero forte, capace di integrare la prestanza fisica dei suoi giocatori con la tecnica e la visione di gioco di Yun-gyeong, e si porta sin dai primi minuti di gioco in vantaggio per 2-0. Trascinata dal gioco e dal carisma di Mizuno, la nazionale giapponese non si dà per vinta e riesce a segnare con Fujishiro per accorciare le distanze poco prima dell’intervallo. Shō entra al posto di Fujishiro a metà della ripresa e poco dopo Fuwa prende il posto dell’infortunato Kozutsu. Sfruttando un contropiede, Shō riesce a segnare e a pareggiare la partita, pescando, dopo essere scivolato a causa del campo innevato, una bella semirovesciata. Galvanizzato dal gol, Kazamatsuri guadagna una punizione dal limite per la nazionale giapponese che Kaku segna, portando la squadra in vantaggio. Spinti dal tifo assordante del pubblico di casa, la squadra di Seoul riesce però a trovare prima il pareggio e poi il gol del 4-3. Con grande sorpresa di tutti, Shige arriva allo stadio e, ripresosi dal suo infortunio al braccio, sostituisce Narumi, indisposto, per tentare il tutto per tutto. Con il suo ingresso, il triangolo d’attacco della Sakura Josui è al completo e nell’ultima avanzata disperata, in cui tutta la squadra si fionda all’attacco, sono proprio loro ad avere un ruolo cruciale: Mizuno crossa in mezzo, Shige fa un velo e Shō realizza la sua personale doppietta, sancendo il definitivo pareggio tra le due squadre nazionali.
Sugli spalti ad osservare il match c’era anche un osservatore di un big club europeo, l'Atletico Madrid, venuto a visionare il capitano coreano, rimane molto colpito da Mizuno e da Kazamatsuri.
La squadra giapponese affronterà poi in un'amichevole di grande prestigio la Germania, considerata da tutto il mondo una delle migliori nazionali giovanili del mondo. Pur disputando una buona gara e aver fatto meglio di quanto l'opinione pubblica si aspettava, la partita termina con una sconfitta per i ragazzi dell'allenatrice Saionji, con un risultato di 3-0, più ampio di quanto la selezione giapponese avrebbe meritato. SI tratta comunque di una sconfitta preziosa, che mette in luce le differenze di qualità con il calcio europeo, ma che offre anche preziosissima esperienza internazionale ai giovani calciatori.
La partita con la selezione tedesca è importantissima per la selezione di Tokyo che si appresta a disputare l'imminente Torneo Internazionale Giovanile con maggiore consapevolezza del divario con le nazionali più blasonate ma anche delle potenzialità e dello spirito indomito dei singoli e della squadra.
La partita di esordio del torneo vede contro Giappone e Italia, con questi ultimi che, pur giocando un calcio improntato alla difesa, possiedono giocatori di grande qualità anche negli altri reparti. In un incontro molto compattuto, la selezione riesce a battere l'Italia, dimostrando il loro progresso e il potenziale per competere a livello mondiale. Nell’1-0 finale, Shō gioca un ruolo chiave nella vittoria, con un gol di pregevolissima fattura tecnica, oltre che con la sua determinazione.
La seconda sfidante della rappresentativa nipponica è il Brasile, squadra notissima per la sua abilità tecnica e per il suo talento e rappresenta un'esperienza unica per Shō che ha la possibilità di confrontarsi con i migliori calciatori del mondo. La partita termina con un pareggio per 2-2 e Shō si rivela ancora una volta fondamentale nell'ennesimo momento chiave. Il pareggio rappresenta un enorme successo per kazamatsuri e i suoi compagni, più che mai consci del loro talento e determinati.
In amichevole, la nazionale giapponese affronta l'Argentina, riuscendo infine, dopo una gara piena di emozioni, a prevalere per 1-0 su un'altra potenza calcistica a livello mondiale. La vittoria consolida il morale e la fiducia dei giocatori, specialmente di Shō, che continua a crescere come leader e talento chiave della squadra.
Ritornati in Giappone, la selezione dell'allenatrice Saionji disputa un torneo regionale dove affronta e batte le selezioni regionali di Kyushu (3-2), Tohoku (1-0) e Kansai (3-1), con Shō che segna il gol decisivo nelle prime due partite e addirittura una tripletta nell’ultima . Quest'ultima selezione, rappresentante la regione di Kyoto, vede tra le sue file anche Shige e il difensore dell'Hibachu Naoki. Shige infatti, originario di Kyoto, sceglie di rappresentare la sue regione natia, anziché di giocare nella selezione di Tokyo, soprattutto per affrontare i suoi amici e compagni della Sakura Josui Kazamatsuri e Mizuno. Nonostante la vittoria della selezione di Tokyo e i suoi gol, Shō Kazamatsuri non può però gioirne come vorrebbe; infatti quella con la selezione del Kansai è purtroppo l'ultima partita prima di un lungo stop per lui, il quale proprio nei minuti di recupero della partita sviene per un infortunio al ginocchio sinistro, della cui gravità lo avvisa il medico della squadra quando afferma che c'è la possibilità che l'attaccante non possa più giocare a calcio e debba quindi rinunciare al suo sogno. 
Grazie però agli incoraggiamenti dei familiari, degli amici e dei compagni di squadra, Shō acquisisce il coraggio di recarsi in Germania per farsi operare.
Alla fine della serie, viene mostrato mentre torna dalla Germania e continua a giocare a calcio con i compagni della Sakura Josui e della selezione.
“Whistle V”, spin-off appartenente sempre all’universo di Whistle, segue le vicende di due ragazzi, Kōga Tenjō e Takumi Kurose. 
Kōga, figlio di un famoso ex calciatore, ha uno spirito indomito e, nonostante per certi versi possa essere considerato un ragazzo privilegiato, deve far fronte alle pressioni connesse al prestigioso passato del padre; Takumi, invece, è un ragazzo riservato e distaccato, che ha subito diverse difficoltà nel suo passato. Quando i due si incontrano, inizia una nuova avventura calcistica, ricca di sfide e crescita personale.

## Manga
Whistle! è un manga creato da Daisuke Higuchi. I vari capitoli sono stati poi raccolti in 24 volumi. Questo manga è poi servito come base per la creazione dell'anime, nel 2016 la mangaka Daisuke Higuchi ha iniziato a lavorare al seguito del manga che prende il nome di Whistle W. In Italia la serie è inedita.

### Volumi
| Nº | Data di prima pubblicazione | Data di prima pubblicazione | Data di prima pubblicazione |
| Nº | Giapponese                  | Giapponese                  |                             |
| -- | --------------------------- | --------------------------- | --------------------------- |
| 1  | 3 luglio 1998               | ISBN 4-08-872580-8          |                             |
| 2  | 2 ottobre 1998              | ISBN 4-08-872621-9          |                             |
| 3  | 3 dicembre 1998             | ISBN 4-08-872643-X          |                             |
| 4  | 4 febbraio 1999             | ISBN 4-08-872673-1          |                             |
| 5  | 2 aprile 1999               | ISBN 4-08-872700-2          |                             |
| 6  | 3 giugno 1999               | ISBN 4-08-872725-8          |                             |
| 7  | 3 settembre 1999            | ISBN 4-08-872762-2          |                             |
| 8  | 4 novembre 1999             | ISBN 4-08-872787-8          |                             |
| 9  | 7 gennaio 2000              | ISBN 4-08-872811-4          |                             |
| 10 | 3 marzo 2000                | ISBN 4-08-872838-6          |                             |
| 11 | 1º maggio 2000              | ISBN 4-08-872864-5          |                             |
| 12 | 4 luglio 2000               | ISBN 4-08-872889-0          |                             |
| 13 | 4 ottobre 2000              | ISBN 4-08-873017-8          |                             |
| 14 | 4 dicembre 2000             | ISBN 4-08-873043-7          |                             |
| 15 | 2 febbraio 2001             | ISBN 4-08-873074-7          |                             |
| 16 | 4 aprile 2001               | ISBN 4-08-873101-8          |                             |
| 17 | 4 luglio 2001               | ISBN 4-08-873132-8          |                             |
| 18 | 4 ottobre 2001              | ISBN 4-08-873170-0          |                             |
| 19 | 4 dicembre 2001             | ISBN 4-08-873196-4          |                             |
| 20 | 4 marzo 2002                | ISBN 4-08-873230-8          |                             |
| 21 | 1º maggio 2002              | ISBN 4-08-873261-8          |                             |
| 22 | 4 settembre 2002            | ISBN 4-08-873317-7          |                             |
| 23 | 4 dicembre 2002             | ISBN 4-08-873354-1          |                             |
| 24 | 4 marzo 2003                | ISBN 4-08-873396-7          |                             |

## Anime
Dream Team è l'anime derivato da Whistle!. In Italia è trasmesso su Cartoon Network dal settembre 2008, ed in seguito, in chiaro, su Boing a partire dal 2 novembre 2009 e sulle televisioni locali senza censure; nel 2016 in Giappone è andata in onda una nuova versione dell anime con un nuovo cast di doppiaggio.

### Episodi
Di "Dream Team" sono stati realizzati 39 episodi tra cui trasmessi in patria a partire dal 5 maggio 2002 fino al 3 febbraio 2003.

### Sigle
Originali
1. DOUBLE WIND (d'apertura), cantata da Minako Komukai
2. Sweet Days (di chiusura), cantata da Minako Komukai

Italiane
1. 1ª versione italiana di DOUBLE WIND (d'apertura), cantata da 2 cantanti femminili ignote (solo per trasmissione del primo doppiaggio)
2. 2ª versione italiana di DOUBLE WIND (d'apertura), cantata da Neja sullo stesso testo della 1ª versione italiana (solo per trasmissione del secondo doppiaggio)
3. 1ª versione italiana di Sweet Days (di chiusura), cantata da 2 cantanti femminili ignote (solo per trasmissione del primo doppiaggio)
4. 2ª versione italiana di Sweet Days (di chiusura), cantata da Neja sullo stesso testo della 1ª versione italiana (solo per trasmissione del secondo doppiaggio)

### Doppiaggio
Della serie esistono due doppiaggi italiani.
Il primo doppiaggio è stato trasmesso a partire da settembre 2008 ed era di scarsa qualità. È stato doppiato dalla casa di distribuzione e doppiaggio spagnola Motion Pictures, S. A. da doppiatori non professionisti. È stato sostituito da un secondo doppiaggio trasmesso a partire da marzo 2009 per via delle lamentele ricevute da Cartoon Network. Questo nuovo doppiaggio è stato realizzato a Milano dalla Dream & Dream.
| Personaggio     | Doppiatore originale (primo doppiaggio) | Doppiatore originale (secondo doppiaggio) | Doppiatore italiano (secondo doppiaggio) |
| --------------- | --------------------------------------- | ----------------------------------------- | ---------------------------------------- |
| Sho Kazamatsuri | Minako Komukai                          | Shun Horie                                | Davide Garbolino                         |
| Mizuno Tatsuya  | Takeshi Maeda                           | Shinnosuke Tachibana                      | Maurizio Merluzzo                        |
| Daichi Fuwa     | Kohei Kiyasu                            | Takuya Eguchi                             | Alessandro Rigotti                       |
| Shigeki Sato    | Hidenobu Kiuchi                         | Ryōsuke Kanemoto                          | Luca Bottale                             |

## Merchandising

### DVD
L'anime è stato pubblicato in Giappone in 13 DVD, disponibili anche a noleggio. In Italia la serie non è mai stata editata in DVD.

### CD
In Giappone sono usciti due CD sulle canzoni dell'anime. Il primo (DOUBLE WIND) contiene le sigle di apertura e chiusura (anche nelle loro versioni strumentali), mentre il secondo  (「ホイッスル！」 Original Sounds and Unforgettable?, "Hoissuru!" Original Sounds and Unforgettable) contiene anche le BGM sentite nei vari episodi.

### Videogiochi
Di Whistle! sono stati creati giochi per Game Boy Advance e PlayStation.